# Benjamin McCulloch
Benjamin McCulloch (Rutherford megye, Tennessee, 1811. november 11. – Benton megye, Arkansas, 1862. március 7.) amerikai farmer, aki 1836-ban Texasba ment harcolni a Texasi függetlenségi háborúban. 
Katonai karrierje nyomán a Texas Ranger hadosztály tisztje, a texasi milícia vezérőrnagya, az Amerikai Egyesült Államok hadseregének őrnagya és az Amerikai Konföderációs Államok dandártábornoka lett. Harcolt a mexikói–amerikai háborúban és az önkéntes hadsereg őrnagyi rangjáig emelkedett. U. S. marshalként állt az Egyesült Államok szolgálatába, majd a szecesszió után Texas államot követve belépett a Konföderáció hadseregébe, ahol az Amerikai polgárháború kitörésével hamarosan dandártábornokká létették elő. 1861 augusztusában csapatai élén részt vette Wilson’s Creek-i ütközetben, ahol győzelemre vezette a Missouri állam birtoklásáért küzdő délieket. Győzelmét azonban nem használta ki és visszavonult Arkansas-ba. 1862 márciusában Arkansas északnyugati részében ismét harcba bocsátkozott a Pea Ridge-i ütközetben, ahol a déliek rohamát vezetve elesett.

## Ifjúsága
Benjamin McCulloch 1811. november 11-én született Tennessee állam Rutherford megyéjében. Apja Alexander McCulloch a Yale Egyetemen végzett és az 1813-14-es Krík háborúban John Coffee dandártábornok törzsében szolgált Alabamában, majd 1815-ben részt vett new orleans-i csatában. Anyja, Francis Fisher LeNoir előkelő virginiai ültetvényes család lánya volt. A McCulloch család vagyonos, politikailag befolyásos és fontos összeköttetésekkel rendelkező észak-karolinai család volt az Amerikai függetlenségi háború előtt, de Alexander örökségének nagy részét elherdálta és fiait sem volt képes taníttatni. A házaspárnak összesen tizenkét gyermeke született, melyből Benjamin a negyedik volt. Benjamin két bátyja rövid ideig jártak iskolába Tennessee-ben, ahol szomszédjuk, Sam Houston tanított. 
A McCulloch család a vadnyugat sok más családjához hasonlóan szükségből és más okokból kifolyólag sokszor költözködött. Észak-Karolina elhagyása után következő húsz évben Kelet-Tennessee-ben, Alabamában, majd Nyugat-Tennesee-ben éltek. Végül Dyersburgban kötöttek ki, ahol egyik közeli szomszédjuk David Crockett volt, aki nagy hatással volt az ifjú Benre.
1834-ben, huszonhárom évesen McCulloch tovább vándorolt nyugat felé. St. Louisba kicsit később érkezett, hogy a Sziklás-hegységbe tartó prémvadászokhoz csatlakozhasson. Megpróbált elszegődni öszvérhajcsárnak egy Santa Fébe tartó karavánnál, de már ott sem volt hely. Wisconsinban akart ólombányásznak állni, de a legjobb helyekre a nagy bányacégek már rátették a kezüket. 1835 őszén így visszatért Tennessee-be és farmer lett.

## Texasban
Amikor Crockett kongresszusi választási veresége után, 1835-ben Texasba ment, a földművelésbe beleunó és kalandra vágyó Ben McCulloch úgy döntött, hogy Henry öccsével együtt vele tart. Úgy tervezték, hogy Karácsony napján csatlakoznak Nacogdoches-ban Crockett tennessee-i embereihez. Crockett azonban a Bois d'Arc-patak és a Choctaw Bayou környékén vadászott és késett és csak 1836. január 5-én érkezett meg. Benjamin örömmel üdvözölte, noha eddigre meggyőzte öccsét, hogy menjen haza Tennessee-be. Ben nem sokkal később elkapta a kanyarót és hetekig ágyban kellett maradnia, így Crockett nélküle indult tovább San Antonio felé. McCulloch betegsége miatt nem lehetett jelen az Alamo ostrománál.
McCulloch belépett a Sam Houston vezetése alatt álló Texas hadseregbe, mely akkor éppen visszavonulóban volt Kelet-Texasba.  Isaac N. Moreland százados tüzérségi egységéhez került, melynek kötelékében 1836 április 21-én harcolt a San Jacintói ütközetben. A harc folyamán Ben irányította a Cincinnati polgárok által segítségül küldött, nővéreknek becézett két hatfontos ágyú egyikét. Ágyúja halálos kartáccsal árasztotta el a mexikói állásokat és helytállásáért előléptették főhadnaggyá. Korábbi szolgálataiért 1,3 km² földterületre kapott jogosultságot, míg a San Jacintói ütközetben nyújtott szolgálatai fejében még 2,6 km²-nyit nyert.
McCulloch ezután William H. Smith százados lovasszázadához került, de kilépett a hadseregtől és hazament Tennessee-be a családját meglátogatni. Pár hónappal később harminc másik önkéntessel tért vissza, akik Robert Crockettet követték, David Crockett fiát.
1838-ban a Texasi Köztársaság alkalmazásában álló földmérő lett Seguin környékén, majd a Texas Rangerek hadnagya lett John Coffee Hays százados parancsnoksága alatt. Öccsével együtt részt vett a Navarro megyében a komancsok ellen vívott Battle Creek-i ütközetben (Csata-patak), melyet a Földmérők csatája néven is emlegettek. Az indiánok ellen vívott összecsapások sorozatában hírnevet szerzett. Az előírásokkal szemben a sörétes puskát, a revolvert és a Bowie-kést részesítette előnyben a szablya és karabély használata helyett. Hírnevét kamatoztatva indult az 1839-es texasi képviselő-választáson. Az eldurvuló, egymás gyalázásig fajuló kampány során McCulloch párbajt vívott Reuben Ross ezredessel és ennek során jobb karján olyan sérülést szenvedett, hogy azt nem tudta többé használni. A választáson győzelmet aratva képviselő lett és a személyes konfliktust a lovagiasság keretei között lezártnak tekintette. 1840-ben azonban az ellenségeskedés kiújult Ross és közte, s ezúttal öccse, Henry is beleavatkozott, majd lelőtte Rosst.
1840. augusztus 12-én Benjamin harcolt a Plum Creek-i (Szilva-patak) ütközetben. 1840-ben a komancsok békeküldöttségét a san antoniói városházán félreértések következtében kitörő harcban lemészárolták, s ennek megtorlására a Bölénypúp nevű komancs főnök óriási törzsi portyát vezetett egészen a partvidékig. Az innen visszatérő indiánokat a texasi erők Plum Creeknél érték utol. Mivel a zsákmánnyal megrakott, rabolt hátasok ezreit terelő indiánok nem álltak meg, ezért a küzdelmet lóhátról vívták. Először felderítői szerepkörben kémlelte ki a komancs erők mozgását, majd a texasi erők jobbszárnyának vezetésével bízták meg.
1842 februárjában Ráfel Vásque mexikói tábornok portyázó csapatai ostrom alá fogták San Antoniót. McCulloch is ott volt a harcosok között, akik a támadókat visszaűzték a Rio Grande mögé. Ugyanazon év szeptemberében Adrian Woll tábornok támadó csapatai elfoglalták San Antoniót. McCulloch ekkor Hays rangereinek felderítője volt. Henry öccsével együtt részt vett a kudarcba fulladó Somervell expedícióban; mindketten röviddel azelőtt menekültek el, hogy a legtöbb texasi 1842. december 25-én fogságba esett a mexikói Ciudad Miernél, Tamaulipasban.

## A mexikói háború
1845-ben McCulloch-t megválasztották Gonzales megye képviselőjének az első texasi törvényhozásban. 1846 tavaszán törvénycikkelybe foglalták, hogy a Colorado-folyótól nyugatra található összes texasi milícia parancsnokának nevezték ki vezérőrnagyi rangban. Ugyanebben az évben kitört a mexikói-amerikai háború, McCulloch pedig felállította az első rangerszázadot, mely később a Hays ezredes vezetése alá kerülő 1. texasi önkéntes lovas lövészezred A százada lett. Ez a lovasság ismert volt róla, hogy tíz nap alatt képes 400 km-nyi utat megtenni. Ezután Zachary Taylor tábornok felderítőinek főnökévé nevezték ki, mellyel őrnagyi rangot kapott az Amerikai Egyesült Államok hadseregében és ismertté vált Mexikóba vezetett vakmerő portyáiról. Felderítői között ott volt George Wilkins Kendall, a New Orleans Picayune szerkesztője. Ekkorra McCulloch folyékonyan megtanult spanyolul és kiválóan értett az észrevétlenül való mozgáshoz, mely által akár egy mérföldre is meg tudta közelíteni Antonio López de Santa Anna táborát és főhadiszállását.
McCulloch lovas lövészekként vezette harcba felderítőit a Monterreyi ütközetben és a Buena Vistai ütközet előtt végzett kiváló hírszerző munkája valószínű katasztrófától mentette meg Taylor hadseregét. Buena Vista után léptették elő az önkéntes hadsereg őrnagyává.
A háború vége felé McCulloch David E. Twiggs vezérőrnagy felderítője lett, majd a Kaliforniai aranyláz kitörésekor, 1849-ben Kaliforniába ment. Aranyat ugyan nem talált, de megválasztották Sacramento sheriffjének. Régi parancsnoka, Hays ezredes ugyanazon a napon lett San Francisco sheriffje. Szenátusbeli barátai, Sam Houston és Thomas J. Rusk a vadnyugati hadsereg egyik parancsnoki beosztását próbálták kijárni számára, de mivel nem végzett katonai akadémiát, ez nem sikerült. 1852-ben Franklin Pierce elnök ígéretet tett, hogy átveheti a 2. lovasezred parancsnokságát, de Jefferson Davis hadügyminiszter azt Albert Sidney Johnstonnak juttatta.
1852-ben McCulloch U.S. marshal lett a Kelet-Texasi Körzetben a Pierce és Buchanan adminisztráció alatt. Tudatában volt, hogy hiányzó tanulmányai akadályozzák karrierjét, ezért ideje nagy részében a washingtoni könyvtárakban autodidakta módszerrel sajátította el az ismereteket. A Utah háborút követően 1858-ban részt vett a békeküldöttségben és Lazarus W. Powell korábbi kentucky kormányzóval közösen tárgyalt Brigham Younggal Utah státuszának rendezéséről.

## Az amerikai polgárháborúban

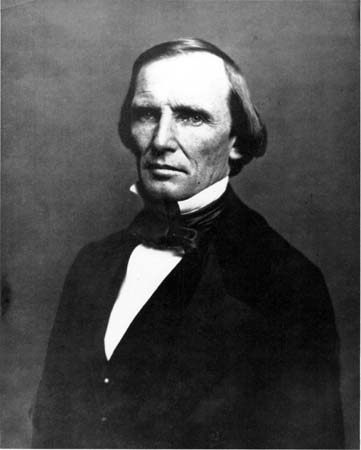
Benjamin McCulloch

Texas 1861. február 1-jei elszakadása után McCulloch február 15-én ezredesi rangot kapott a Konföderáció hadseregében Jefferson Davis elnöktől, azzal a megjegyzéssel, hogy „a texasiaknak egyetlen pillanat elég, hogy hazájuk szolgálatára keljenek”. Utasítást kapott, hogy minden Texas állam területén található szövetségi katonai létesítmény megadását követelje. Február 16-ának reggelén Twiggs tábornok több mint ezer texasi fegyverest talált létesítményei körül, melyek az éj folyamán rendben körbevették a helyőrségeket. Twiggs átadta San Antonio helyőrségét McCullochnak, amiért cserében csapatai bántatlanul elhagyhatták az államot.
McCulloch február 22-én Camp Colorado elé vonult és követelte a szövetségi katonák fegyverletételét. Edmund Kirby Smith elutasította a megadást és harcot helyezett kilátásba, ha a milícia erőszakot alkalmaz, melyre végül nem került sor. Május 11-én immár a háború kitörése után Davis jóváhagyta McCulloch dandártábornoki előléptetését. Megbízatása az Indián területek felügyeletére szólt, ezért szállását Little Rockba helyezte és apránként elkezdte a később Nyugati hadsereg névre keresztelt haderő összeállítását Texasból, Arkansasból és Louisianából érkezett ezredekből. Sterling Price tábornokkal, a Missouri State Guard milícia parancsnokával erélyesen összekülönbözött, mikor Price erői kiszorultak Missouriból. Price vezérőrnagyi rangja magasabb volt, de beosztását a missouri állami milíciánál töltötte be, míg McCulloch a Konföderációs hadsereg dandártábornoka volt és ezen az alapon magának követelte a vezetést. Price fogcsikorgatva engedelmeskedett. Albert Pike dandártábornokkal együttműködve elérte, hogy a Konföderáció szövetségre lépett a cseroki, a csaktó és a krík törzsekkel.
1861. augusztus 10-én Price és McCulloch viszonylag rosszul felfegyverzett csapatai Missouri délnyugati részén, Springfield közelében, a Wilson’s Creek-i ütközetben legyőzték Nathaniel Lyon dandártábornok szövetségi hadseregét. McCulloch jelentése szerint „Mindössze fejenként huszonöt darab lőszerünk van”, „és Fort Smith és Baton Rouge birtokának hiányában nem is számíthatunk többre.” Rossz véleménnyel volt Price missouri csapatairól, megjegyezve, hogy fegyelmezetlenek, vezetői tapasztalatlan és hozzá nem értő politikusok, fegyverzetük pedig gyenge. Kb. 5000-nek közelgett a szolgálati idejének lejárta és már vágyódtak hazamenni. Az arkansasi és a missouri kontingensek közötti együttműködés gyenge volt és „a két seregtest között nem sok szívélyességet” lehetett felfedezni. A Missouri State Guarddal szembeni elégedetlensége miatt McCulloch habozott győzelme kihasználásában, pedig Lyon kisebb hadseregét megsemmisíthette volna, amellyel Missouriban erőteljesebben megvethette volna a lábát a Konföderáció. McCulloch Price minden sürgetése ellenére visszavonult Arkansasba és hagyta, hogy a MSG egymaga induljon északra és aztán két hónap múlva visszavonuljon Arkansasba az uniós túlerő elől. A Konföderáció kiszorult Arkansas északi részéről is, de a vidéken az uniós gyalogoshadsereg sem tudott áthatolni az utánpótlás megszervezhetetlensége folytán.
McCulloch és Price együttműködésének hiánya miatt Jefferson Davis egy rangidős parancsnokot akart föléjük helyezni a Mississippintúli hadszíntér parancsnokának. A pozíciót Henry Heth és Braxton Bragg is visszautasította, így azt végül Earl Van Dorn vezérőrnagy nyerte el. Van Dorn 1862 kora tavaszán északra irányuló offenzívát indított St. Louis elfoglalásának céljával. McCulloch ellenezte a stratégiai támadást, de felderítőmunkájával képességei legjavát nyújtva segítette a műveletet.
A március 7-én Arkansas északnyugati részén, az Ozark-dombságon szembe került egymással a konföderációs és a Samuel R. Curtis vezérőrnagy vezette szövetségi hadsereg. McCulloch a konföderációs jobbszárny parancsnoka volt a Pea Ridge-i ütközetben. A jobbszárny csapatai jelentős mennyiségű manőverezés után lerohantak egy fontos uniós tüzérségi üteget. Az északi ellenállás a dél felé közeledve megerősödött, de McCulloch előrelovagolt, hogy az ellenséges pozíciókat megszemlélje. Az uniós puskatűz kilőtte a nyeregből és azonnal megölte. McCulloch mindig is viszolygott az egyenruháktól, így fekete bársonyöltönybe és Wellington-csizmába öltözve érte a halál. A golyót Peter Pelican mesterlövésznek tulajdonították, a 36. illinois-i önkéntes lövészezred katonájának.
A beosztásban McCulloch után következő James M. McIntosh dandártábornokot, a lovasság parancsnokát pár perccel később szintén megölték, mikor rohamot indított McCulloch holttestének visszaszerzése céljával. Louis Hébert ezredest ugyanebben a rohamban elfogták így a vezetés nélkül maradó konföderációs csapatok szétestek és visszavonultak. A történészek a túlerőben levő konföderációs csapatok másnap bekövetkező teljes vereségét általában McCulloch halálának tulajdonítják. Az ütközet elvesztésének következményeképpen Arkansas állama is komoly veszélybe került és 1862 közepén fővárosát, Little Rockot is elvesztették.

## Emlékezete
McCullocht Pea Ridge-nél temették el, de később más áldozatokkal együtt a little rocki temetőbe vitték. Végső nyughelye a Texas State Cemetery temetője lett Austinban; a sír a Republic Hill részlegben, az N sorban a négyes szám alatt található. Levelezését a Dolph Briscoe Center for American History birtokolja és az Austini Texasi Egyetemen őrzik. Texas középső vidékén a McCulloch megyét 1856-ban alakították meg és Benjamin McCullochról nevezték el. A wacói Fort Fisherben levő Texas Ranger Hírességek Csarnokában is helyet kapott.
Nem sokkal a Pea Ridge-i ütközet után a dandártábornokká kinevezett Albert Pike megépíttette Fort McCulloch erődjét, amely a legfontosabb konföderációs erősség volt az Indián területek déli részén. Nevét az elesett dandártábornokról kapta. Az erőd a Kék-folyó magas déli partján épült, ma Bryan megye része. 1971-ben Fort McCulloch felkerült a Amerikai Egyesült Államok Történelmi Helyszínek Nemzeti Regiszterére.
Az Austin közelében fekvő Camp Ben McCullocht 1896-ban az Egyesült Konföderációs Veteránok (United Condederate Veterans) találkozóhelyeként hozták létre.   A tábor az utolsó hasonló hely, mely az UCV utódszervezetének, A Konföderáció Fiai és Leányainak tulajdonában maradt. Ma 200 hektáros közösségi pihenőhely, melyet Hays megye igazgat és kedvelt családi piknikező- és koncerthelyszín Közép-Texasban.
McCulloch családjának több tagja követte Bent Texasba, köztük édesanyja, Francis is, aki Ellis megyében halt meg 1866-ban, másik fia, John C. McCulloch otthonában, aki a Konföderációs hadsereg századosa volt. Francis földi maradványait 1938-ban Texas állam kihantoltatta és fia mellék temették, majd egy emlékművet emeltek közös sírjuk fölé. Ben testvérei a texasi Gonzalesben és Walker megyében éltek.

## Napjaink kultúrájában
Steve Earle country-zenész írt egy számot McCulloch egyik katonájának szemszögéből feldolgozva a polgárháború harcait. A Train a Comin' albumon megjelent „Ben McCulloch” című dal Texasból Missouriba menetelő katonája kiábrándul a háborúból és parancsnokával együtt gyűlölni kezdi azt. A refrénben azt énekli „Goddamn you, Ben McCulloch / I hate you more than any man alive // And when you die, you'll be a foot soldier just like me / in the Devil's infantry” (Isten verjen meg, Ben McCulloch/ jobban gyűlöllek, mint bármely élő embert // és ha meghalsz, hozzám hasonló talpas katona leszel/ az ördög hadseregében).
Benjamin McCulloch Harry Turtledove 2011-ben megjelent Lee at the Alamo című rövid novellájának antihőse.
McCulloch karaktere szerepel Janice Woods Windle True Women című regényében, melyet később filmsorozattá adaptáltak.
McCulloch Rangereiről említés történik Cormac McCarthy Blood Meridian című regényének 95. oldalán, ahol a Glanton banda emberei McCulloch rangerei voltak: „(...) Tate Kentuckyból, aki McCulloch Rangereivel harcolt, ahogy Tobin, meg mások is velük együtt (...)”.

## Fordítás
- Ez a szócikk részben vagy egészben  a   Benjamin McCulloch című angol Wikipédia-szócikk ezen változatának fordításán alapul.  Az eredeti cikk szerkesztőit annak laptörténete sorolja fel. Ez a jelzés csupán a megfogalmazás eredetét és a szerzői jogokat jelzi, nem szolgál a cikkben szereplő információk forrásmegjelöléseként.